# Blancs-Coteaux
Blancs-Coteaux – gmina we Francji, w regionie Grand Est, w departamencie Marna. W 2013 roku liczba ludności wynosiła 3673 mieszkańców. 
Gmina została utworzona 1 stycznia 2018 roku z połączenia czterech ówczesnych gmin: Gionges, Oger, Vertus oraz Voipreux. Siedzibą gminy została miejscowość Vertus.